# Linsey MacDonald
Pour les articles homonymes, voir MacDonald.
Linsey MacDonald, née le 14 février 1964, est une athlète britannique. Aux Jeux olympiques d'été de 1980, elle a obtenu une médaille de bronze en relais 4 × 400 m à l'âge de seize ans.

## Jeux olympiques
- 1980 à Moscou ( Union soviétique) 
  - 8e sur 400 m
  -  Médaille de bronze en relais 4 × 400 m

## Jeux du Commonwealth
- 1982 à Brisbane ( Australie)
  -  Médaille de bronze en relais 4 × 400 m